# Сергеева, Ангелина Александровна
Ангелина Александровна Сергеева (род. 3 октября 1984, Куйбышев, СССР) — российская певица, автор-исполнитель.

## Биография

### Детство
Ангелина родилась 3 октября 1984 года в городе Куйбышев (ныне Самара), в рабочей семье. Воспитывалась бабушкой.
С 1989 года занималась в Детском музыкальном театре «Задумка» (рук. Колотовкина Е. Г.), преподаватели по вокалу Плаксина Ирина Владимировна и Дрындин Владимир Александрович), и параллельно в музыкальной школе.
В «Задумке» Ангелина выступает и как сценарист. На суд педагогов она представила полноценную театральную пьесу сказки, написала к ней музыку и тексты песен, в деталях обрисовала все ключевые эпизоды.
Так получилось, что родители развелись, когда я была маленькой, и воспитывала меня бабушка: водила на кружки, в детский музыкальный театр «Задумка», в музыкальную школу — нам преподавали как обычные предметы, так и вокал, хореографию, фортепиано. — Ангелина Сергеева
С 7 до 10 лет — Детская образцовая киностудия, «Школа кота Леопольда». Все детство прошло в гастролях по России и Европе, конкурсах и фестивалях. В 1997 году участвует в проекте «Утренней звезде» и побеждает.
После окончания школы поступила в Самарский Государственный институт Культуры и Искусств на эстрадно-джазовый вокал, в 2007 получила диплом.

Учебу в академии Сергеева совмещает с преподавательской деятельностью в Школе искусств.

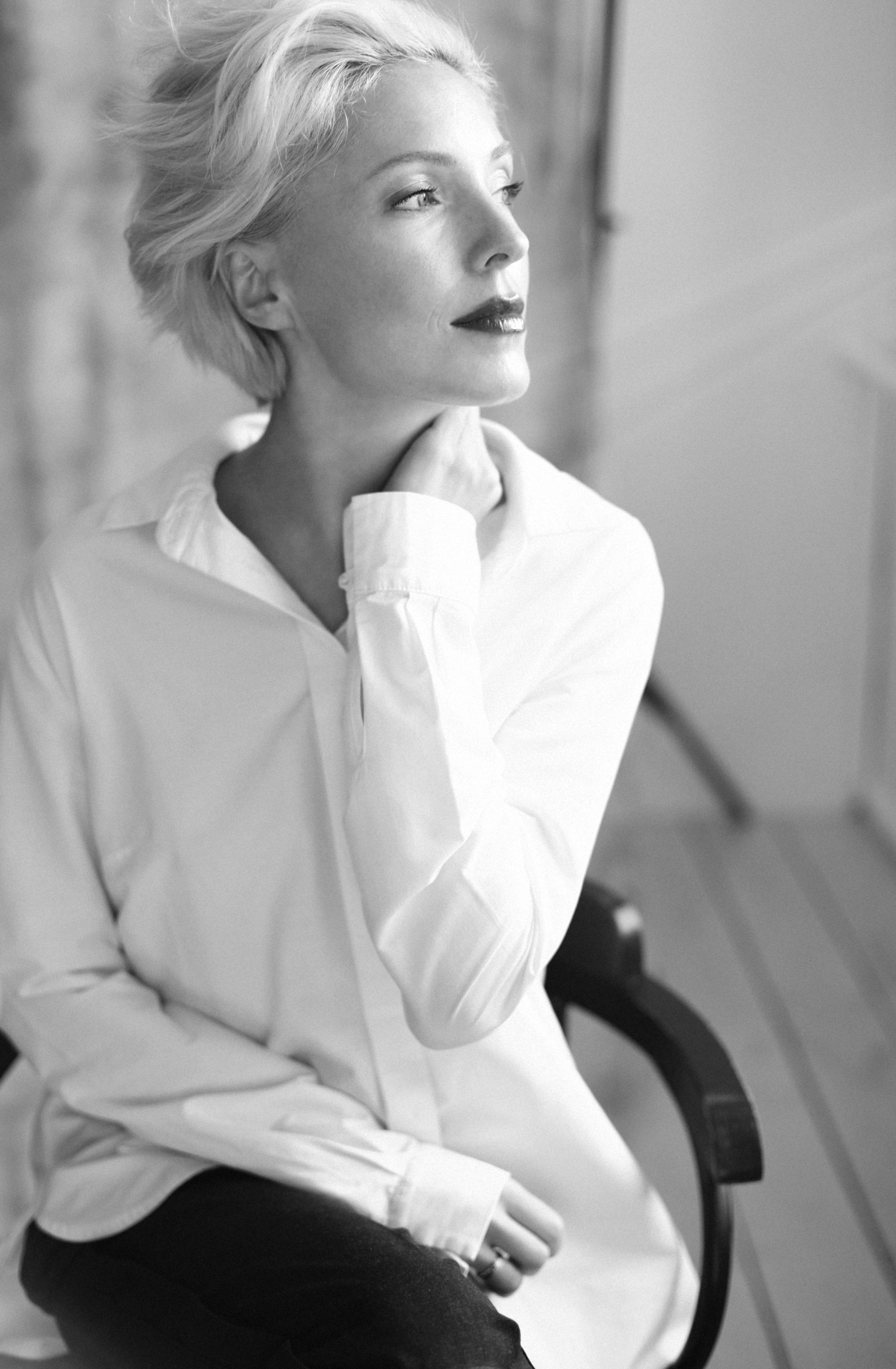
Ангелина Сергеева 11.10.2017 фотограф Людмила Сенькина

В 2003—2006 годах была солисткой джазового коллектива, под руководством Павла Плаксина, «Face Control», который успешно участвовал в различных конкурсах. В 2004 году вместе с упомянутым квинтетом участвовала в городском конкурсе-фестивале эстрадно-джазового мастерства «Поет Самара», а в 2003-м принимала участие во Всероссийском фестивале джазовой музыки им. Олега Лундстрема.

### Москва

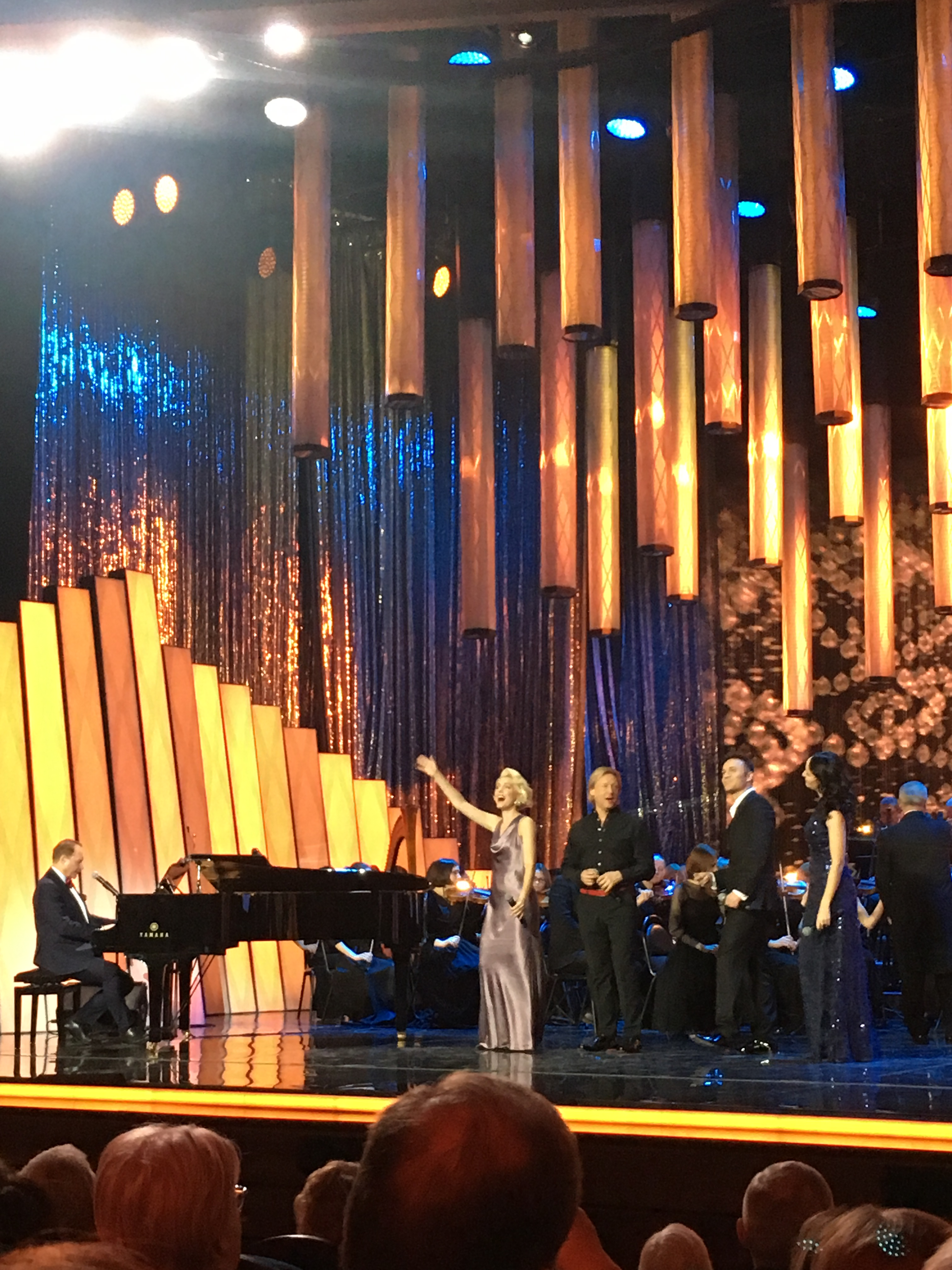
Концерт «Мистер Совершенство!» к 75-летию Максима Дунаевского

В 2006 году попала на телепроект «Народный Артист-3».
Кастинг был серьезный, отсев шел поэтапно: сначала осталось 100 человек, потом 50, потом 30, потом 10, которые и участвовали в съемках. В итоге нас осталось трое. Первое место занял Амархуу Бархуу, второе — Марина Девятова, а третье — я. — Ангелина Сергеева
С 2006 по 2008 участница группы «Радио» (Павел Мочалов, Ангелина Сергеева и Илья Мезенцев)
С 2010—2013 бэк-вокалистка у Леонида Агутина.
Затем, после долгих уговоров друзей и родственников, отправила анкету на телепроект Первого канала «Голос». На слепом прослушивании певица попала в команду к Александру Градскому. После участия в проекте певица занялась сольной карьерой.
В 2018 состоялся первый сольный концерт Ангелины с оркестром Московской областной филармонии «Инструментальная капелла» (КЦ «Москвич»).
Резидент проекта Jazz Parking с 2013 года.
Активно гастролирует с Максимом Дунаевским, Дмитрием Харатьяном
На данный момент Ангелина и сотрудничает с командой Cocktail-project.

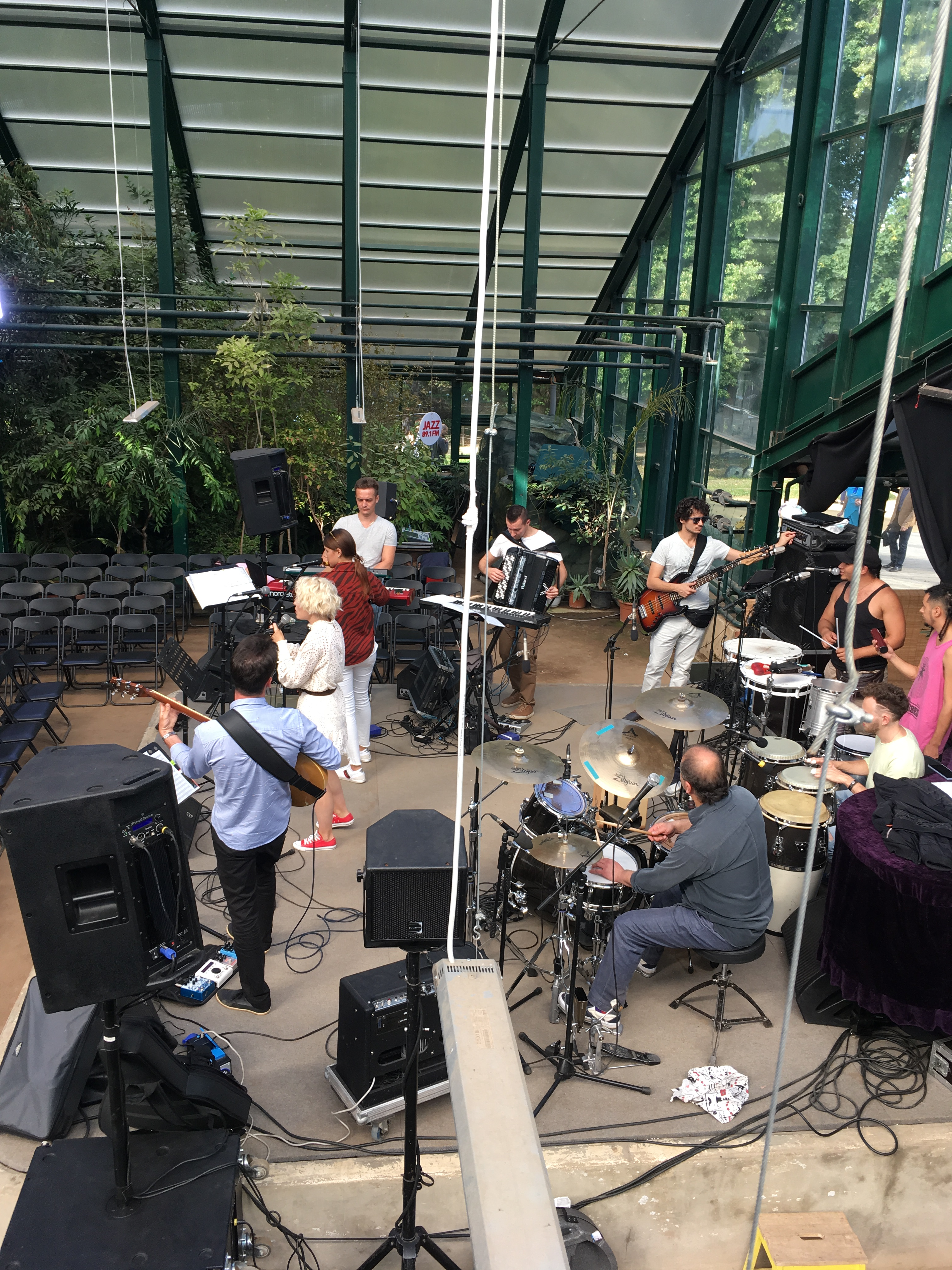
Репетиция концерта в Аптекарском огороде, 2019

Живет и работает в Москве.

## Участие в телешоу
1997 — Славянский базар
1997 — Утренняя звезда (дошла до финала «Утренней звезды», где уступила Сергею Лазареву)
2005 — Секрет успеха (первый сезон этого шоу выходил на телеканале РТР)
2006 — Народный артист-3 (финалистка) «Россия-1»
2013 — Голос, команда Александра Градского (полуфиналистка)
2015 — Главная сцена (финалистка) «Россия-1»"Россия-1"
2017 — Голос на Первом 2 сезон
2019 — Один в один 5 сезон (Народный)
С 2013 постоянный резидент проекта «Романтика Романса» телеканал Культура

## В кино
- В 2008 году дебютировала в эпизодических ролях в телефильмах «Воротилы» роль Тони
- в 2009 "Час Волкова −3 " (бухгалтерша) и сериал "Полонез Огинского "| 27 серия
- Озвучка за дочь Д'Артаньяна в фильме «Возвращение Мушкетеров» 2009 год
- В 2010 «Адвокат-7» и «Мертвая натура» | Фильм № 11 .

## Награды[27]
2005г. Санкт-Петербург Диплом лауреата 1 степени в номинации «ансамбли» — ансамблю «Face control» . 2 Международный конкурс исполнителей эстрадной песни «Путь к звездам»
2004 ESTONIA. EDU/ ESTRAADI KONKURSS . Diplom I kont
2003 г. Москва — Диплом в номинации «Эстрадный вокал» Первый Всероссийский конкурс артистов эстрады. Народная артистка Российской Федерации Надежда Бабкина
2003 г. Санкт-Петербург. Диплом. 2 степени в номинации с 18 до 21 года. Международный конкурс эстрадной песни «Путь к звездам»
2002 г. Греция. Детский центр «Лазурный Стелла Марис». «КУРОРТИНТУР». Диплом «Мисс очарование» . VI Международный фестиваль детского творчества «Золотая амфора»
2002 г. Владимир. Диплом 2 степени за высокий профессиональный уровень исполнительского мастерства на IV Всероссийском конкурсе исполнителей эстрадной песни «Шлягер-2002» — председатель жюри — композитор, Лауреат Международных конкурсов Лора Квинт
2002 г. Челябинск. Диплом лауреата 1 степени . Всероссийский детский конкурс исполнителей эстрадной песни «Новый ветер»
2001 г. Город Самара. Свидетельство. Присуждается Театральный приз «УСПЕХ −2000» за роль Атаманши в спектакле «Снежная королева» (МДМТ «Задумка») за победу в номинации «Приз зрительских симпатий»
2000г. Москва. Диплом в номинации «эстрадный вокал» 1 Международный фестиваль детского и юношеского творчества «Зажги свою звезду»
1998 г. Уфа — «Гран-при» Открытый музыкальный конкурс «Бэби — шлягер»
1997 г. Санкт-Петербург. «Гран-при» Российский детский радио — конкурс эстрадной песни «Зурбаган-шоу»
Диплом 1 степени за участие в 1 Московском Международном молодежном конкурсе-фестивале «Лирика России»
1997г. Диплом победителя в вокальном конкурсе в возрастной категории от 9 до 15 лет. Телевизионной конкурсной программы «Утренняя звезда». — Юрий Николаев
1997. г. Витебск (Республика Беларусь). Диплом за яркую творческую индивидуальность. V Международный фестиваль искусств «Славянский базар». Международный конкурс детских Шоу-программ.
1995 г. Барнаул. Вторая премия в возрастной группе от 9 до 13 лет. Первый Международный конкурс молодых исполнителей «Золотой диск 95»

## Дискография

### Студийные альбомы
- 10 октября 2018 года у Ангелины Сергеевой и группы Cocktail-project вышел дебютный альбом «Мой Сон».
- 2019 Осень

### Сборники
- 2006 — «Народный артист-3»
- 2018 —Прошедшая любовь Single, совместно с Родионом Газмановым

### Видеоклипы
- 2015 — По краешку[28]
- 2015 — Не Уходи[29]
- 2018 — Дым[30]
- 2019 — Осень[31]
- 2019 — Ангелина Сергеева — Feat — Ден Хрущёв — БЕЗ ТЕБЯ[32]

## Оценка творчества
Ангелина Сергеева несомненно принадлежит к числу набирающих популярность молодых певиц нашей страны. Она одна из немногих, кто может себе позволить с блеском исполнять самую разную музыку: от лиричных и чувственных романсов до ярких танцевальных хитов. Подтверждением этому является успешное участие певицы во многих нашумевших теле-проектах, таких как проект «Главная Сцена» и «Народный артист» на телеканале «Россия». Так же Ангелина является постоянной участницей проекта «Романтика романса» на телеканале «Культура».
Многие знают ее в родном городе как эстрадную звезду, победителя и лауреата колоссального числа Всероссийских и международных конкурсов. Но мне хочется сказать, что она незаурядный творческий человек во всем.

Когда мы с ней познакомились, и я начала учить ее в музыкальной школе на фортепиано, то она восхищала своей способностью зрело сочинять музыку. Это были законченные импровизации, самобытные, тонкие. Геле несложно было в первых классах написать сказку, сочинить к ней музыку, слова к песням, нарисовать все эпизоды. Пильщикова Ирина Борисовна — преподаватель по классу Фортепиано Детской музыкальной школы № 18 г. Самара.